# 東府中站
東府中站（日语：／ Higashi-fuchū eki */?）是一個位於東京都府中市清水丘一丁目，屬於京王電鐵的鐵路車站。車站編號是KO23。

## 概要
本站有京王線與競馬場線兩條路線，同時是競馬場線的起點站。
在競馬場線通車以前是離東京競馬場最近的車站。

## 年表

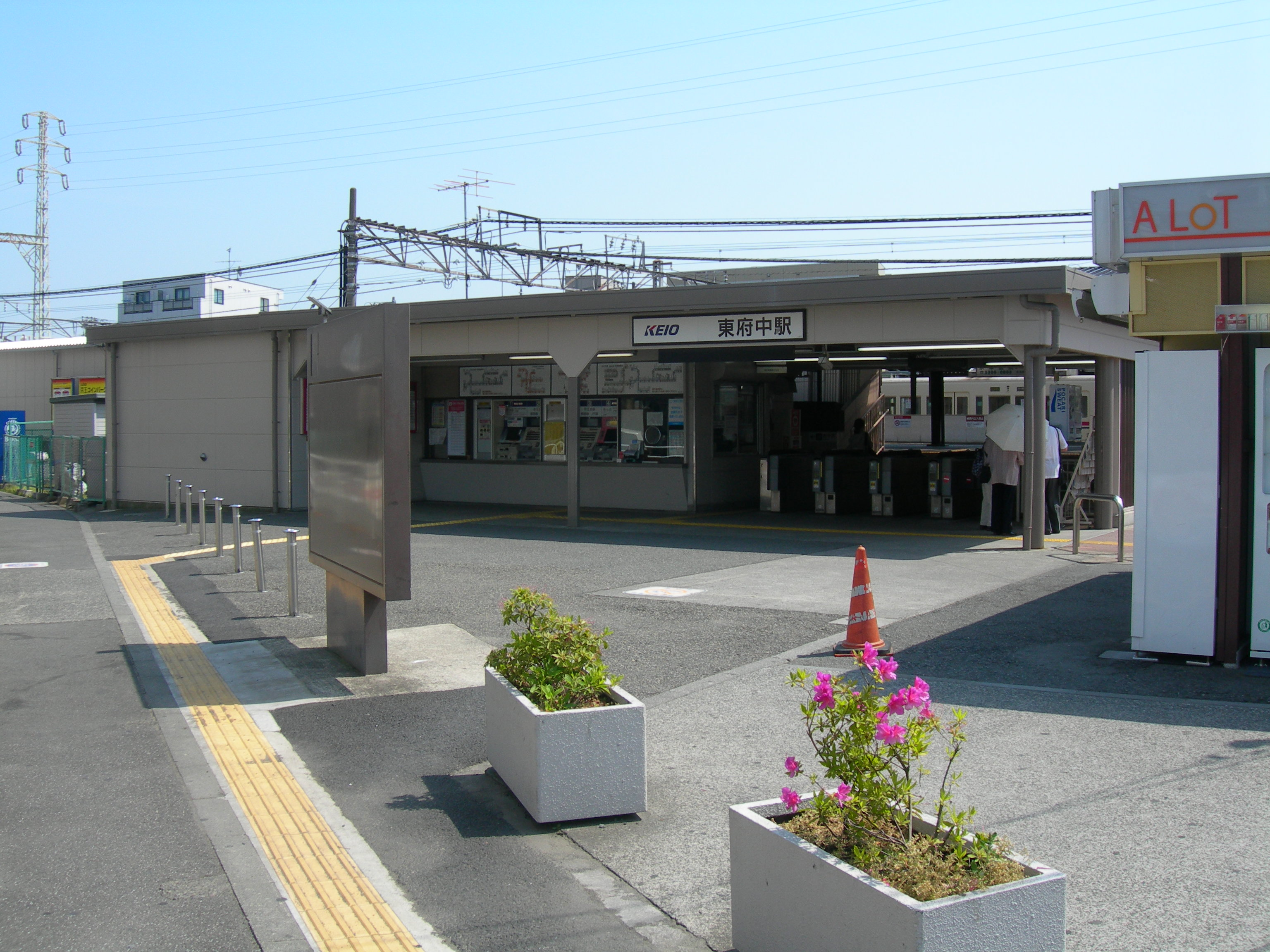
舊北口站房（2008年5月21日）
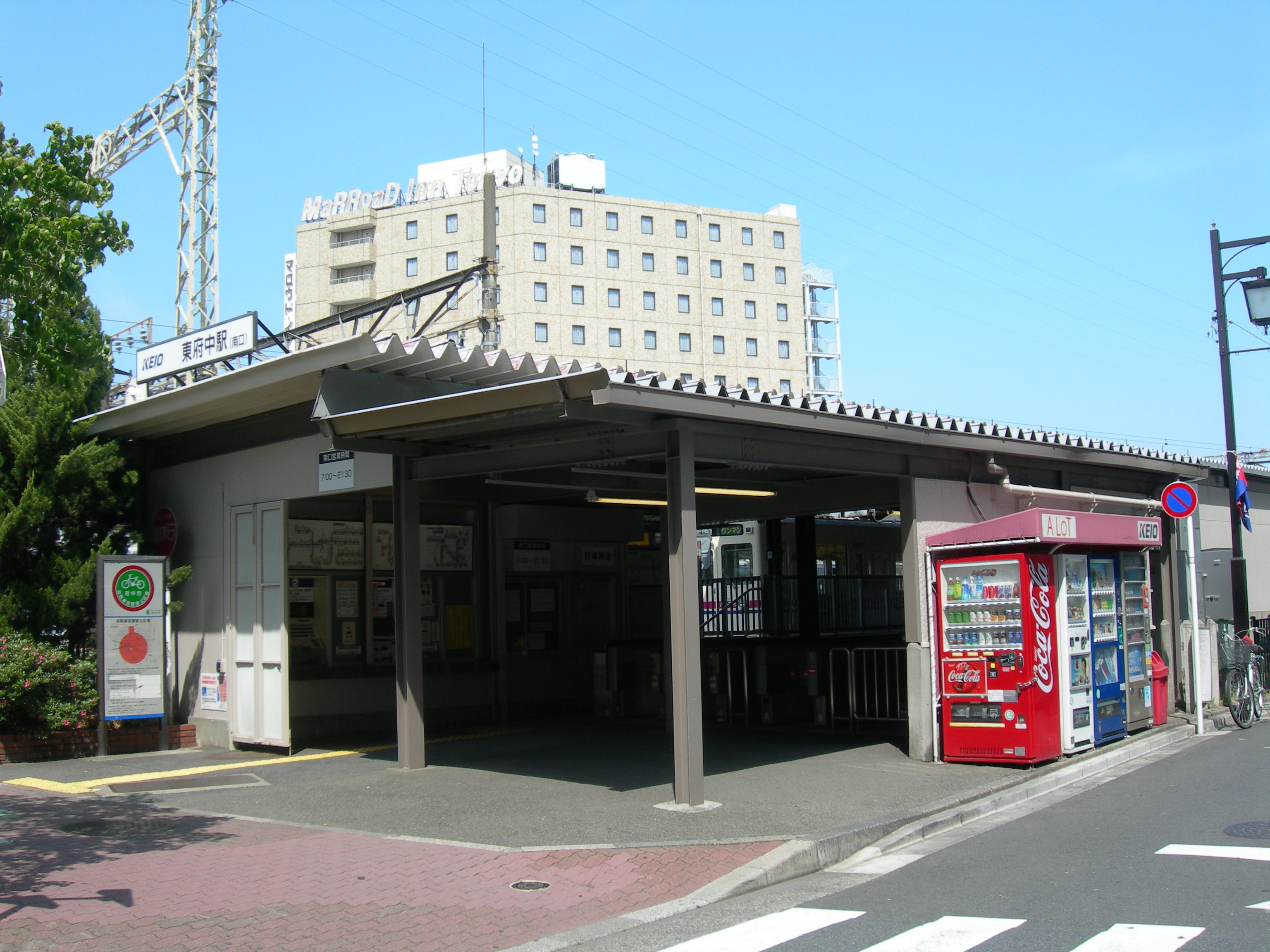
舊南口站房（2008年5月21日）

- 1916年10月31日，作為京王電氣軌道的車站啟用，最初名為八幡前站，位置是距離府中約500米處。
- 1935年11月12日，現址以臨時競馬場前站為名啟用。
- 1937年9月1日，八幡前站改稱東府中站。
- 1940年10月26日，東府中站與臨時競馬場前站合併為現在的東府中站。
- 1944年5月31日，京王與東京急行電鐵合併後，東府中站作為京王線的車站運行。
- 1948年6月1日，東急與京王帝都電鐵分拆，東府中站成為京王的車站。
- 1955年4月29日，競馬場線啟用。
- 2013年2月22日，以KO23作為東府中站的編號。

### 站名由來
意為府中站東側。

## 車站構造
本站是跨站式站房，月台為混合式月台，共3面4線。競馬場線的兩輛編成一人控制列車停靠在1號月台。過去地面車站時期，站內共有三座月台，2011年4月9日前由地下通道連接。最北側的月台通往北口，最南側的月台通往南口，南口開放時間為早上7點至晚上9點30分。2011年4月10日啟用跨站式站房，北口與南口的剪票口合為一處，並設有電梯與電扶梯。2011年10月20日，複合商業設施京王retnade（京王リトナード）開幕。
廁所位於付費區內。

### 月台配置
| 月台 | 路線     | 方向 | 目的地                                 | 備註                          |
| ---- | -------- | ---- | -------------------------------------- | ----------------------------- |
| 1    | 競馬場線 | -    | 往府中競馬正門前                       | 平日大半與週六日夜間 折返專用 |
| 2    | 競馬場線 | -    | 往府中競馬正門前                       | 平日首班車與周六日傍晚以前    |
| 2    | 京王線   | 下行 | 京王八王子、高尾山口、多摩動物公園方向 | 下行待避線                    |
| 3    | 京王線   | 下行 | 京王八王子、高尾山口、多摩動物公園方向 |                               |
| 4    | 京王線   | 上行 | 調布、明大前、笹塚、新宿、新宿線方向   |                               |

## 使用情況
2016年度1日平均上下車人次為21,153人。
近年1日平均上下車、上車人次如下。
| 年度               | 1日平均 上下車人次 | 1日平均 上車人次 | 來源     |
| ------------------ | ------------------ | ---------------- | -------- |
| 1955年（昭和30年） | 5,377              |                  |          |
| 1960年（昭和35年） | 8,176              |                  |          |
| 1965年（昭和40年） | 13,200             |                  |          |
| 1970年（昭和45年） | 15,535             |                  |          |
| 1975年（昭和50年） | 14,672             |                  |          |
| 1980年（昭和55年） | 13,003             |                  |          |
| 1985年（昭和60年） | 14,474             |                  |          |
| 1990年（平成02年） | 16,672             | 8,540            | [ * 1 ]  |
| 1991年（平成03年） |                    | 9,240            | [ * 2 ]  |
| 1992年（平成04年） |                    | 9,701            | [ * 3 ]  |
| 1993年（平成05年） | 18,965             | 9,970            | [ * 4 ]  |
| 1994年（平成06年） |                    | 9,899            | [ * 5 ]  |
| 1995年（平成07年） | 18,787             | 9,795            | [ * 6 ]  |
| 1996年（平成08年） |                    | 9,362            | [ * 7 ]  |
| 1997年（平成09年） |                    | 9,353            | [ * 8 ]  |
| 1998年（平成10年） |                    | 9,545            | [ * 9 ]  |
| 1999年（平成11年） |                    | 9,541            | [ * 10 ] |
| 2000年（平成12年） | 18,023             | 9,430            | [ * 11 ] |
| 2001年（平成13年） |                    | 9,438            | [ * 12 ] |
| 2002年（平成14年） | 17,700             | 9,178            | [ * 13 ] |
| 2003年（平成15年） | 18,339             | 9,402            | [ * 14 ] |
| 2004年（平成16年） | 18,241             | 9,353            | [ * 15 ] |
| 2005年（平成17年） | 18,638             | 9,463            | [ * 16 ] |
| 2006年（平成18年） | 19,009             | 9,619            | [ * 17 ] |
| 2007年（平成19年） | 19,643             | 9,918            | [ * 18 ] |
| 2008年（平成20年） | 19,841             | 10,040           | [ * 19 ] |
| 2009年（平成21年） | 19,870             | 10,051           | [ * 20 ] |
| 2010年（平成22年） | 19,527             | 9,836            | [ * 21 ] |
| 2011年（平成23年） | 20,095             | 10,148           | [ * 22 ] |
| 2012年（平成24年） | 20,137             | 10,158           | [ * 23 ] |
| 2013年（平成25年） | 20,169             | 10,128           | [ * 24 ] |
| 2014年（平成26年） | 20,159             | 10,115           | [ * 25 ] |
| 2015年（平成27年） | 20,793             | 10,435           | [ * 26 ] |
| 2016年（平成28年） | 21,153             |                  |          |

## 車站周邊
東府中站旁有東都自動車集團營運的飯店（東京Marroad Inn）與駕駛人訓練班（府中自動車教習所）、交番，西側平交道附近有花店、洋食店（蛋糕店）、居酒屋等商店與牙醫診所。
車站西鄰的「平和通」往北與東京都道229號府中調布線（舊甲州街道）、東京都道229號府中調布線舊繞道、國道20號（新甲州街道）交會，最後抵達航空自衛隊府中基地（原駐日美軍基地）。過去的車站北口面平和通與品川街道，北口除了有過去美軍基地相關商店與餐飲店，還有府中之森公園、府中之森藝術劇場、府中市美術館、淺間山（せんげんやま）、東京都立府中工業高等學校等眾多設施。
北口國道20號沿線有村內Furniture Access與SUMMIT STORE、Sundrug藥妝店本社、PC DEPOT、唐吉訶德第一號店等。
車站東側多為住宅。

### 巴士路線
東府中站（北口）
- 京王巴士中央、京王巴士小金井、府中市社區巴士「中巴士（日语：ちゅうバス）」
  - 府75 經淺間町三丁目 往武藏小金井站南口（京王巴士中央、京王巴士小金井）
  - 府75 往貫井隧道下（京王巴士小金井）※平日僅夜間3班
  - 多磨町線 經多磨靈園（日语：多磨霊園）表門 往多磨町／經生涯學習中心 往府中站（京王巴士中央）
  - 朝日町線 經武藏野台站南口 往多磨站／經八幡宿東 往府中站（京王巴士中央）

## 相鄰車站
京王電鐵
 京王線
■特急、■準特急
通過（臨時停車除外）　
■急行、■區間急行（府中方向區間急行從本站起各站停車）
調布（KO18）－東府中（KO23）－府中（KO24）
■快速、■各站停車
多磨靈園（KO22）－東府中（KO23）－府中（KO24）
 競馬場線
■急行（賽馬時僅有上行）
調布（京王線）（KO18） ← 東府中（KO23） ← 府中競馬正門前（KO46）
■各站停車（部分賽期以外僅折返運行）
東府中（KO23）－府中競馬正門前（KO46）

## 外部連結
- 東府中 - 京王電鐵

35°40′8″N 139°29′43″E / 35.66889°N 139.49528°E